# Parczew (stacja kolejowa)
Parczew – stacja kolejowa w Parczewie, w powiecie parczewskim, w województwie lubelskim, położona w km 53,145 na linii kolejowej nr 30.

## Historia
Stacja wraz z budynkiem dworca powstała wraz z otwarciem linii kolejowej w 1898 roku. 
W okresie PRL poza ruchem lokalnym Łuków – Lublin, zatrzymywały się tu pociągi dalekobieżne z Gdyni, Ełku, Białegostoku i Siedlec. Okres rozkwitu stacji przypadł na lata 1970–1989. Po tym czasie nastąpiła stagnacja.
W 1992 roku zlikwidowano dalekobieżne pociągi z Białegostoku i Siedlec. Cztery lata później ruch pociągów osobowych ograniczono do trzech par na dobę - jednej z Łukowa i dwóch z Lublina. Ruch pasażerski zawieszono całkowicie 3 kwietnia 2000 roku. Odtąd ze stacji nieregularnie prowadzono tylko ruch towarowy do Radzynia Podlaskiego, Bezwoli i Lublina.
30 września 2013 roku wznowiono ruch pociągów regionalnych na trasie Parczew – Lublin. Od 11 czerwca 2017 roku zatrzymywały się tutaj pociągi Intercity relacji Warszawa – Lublin.
W związku z całkowitą przebudową w ramach rewitalizacji odcinka Parczew – Lubartów, stacja od 1 września 2020 roku do 12 grudnia 2021 roku była nieczynna.
Przeprowadzone w tym okresie prace objęły przebudowę torów, wymianę wszystkich zwrotnic oraz montaż komputerowego systemu sterowania SRK. Pozostawiono układ 7 torów stacyjnych, które zostały wydłużone.
Istniejące trzy perony zostały zastąpione jednym peronem wyspowym. Zabudowano go według standardu 200 m długości i 760 mm wysokości. Oświetlono latarniami LED, w pełni dostosowano do potrzeb osób niepełnosprawnych. Wyposażony został w podwójną przeszkoloną wiatę, infokiosk, system informacji pasażerskiej, monitoring, ławki, śmietniki oraz gabloty z papierowym rozkładem jazdy. Przy wejściu na peron zamontowano 5 stojaków rowerowych. Na placu dworcowym zlokalizowany jest parking samochodowy na 20 pojazdów..
Stacja sterowana jest przez LCS w Lubartowie. 

## Dworzec

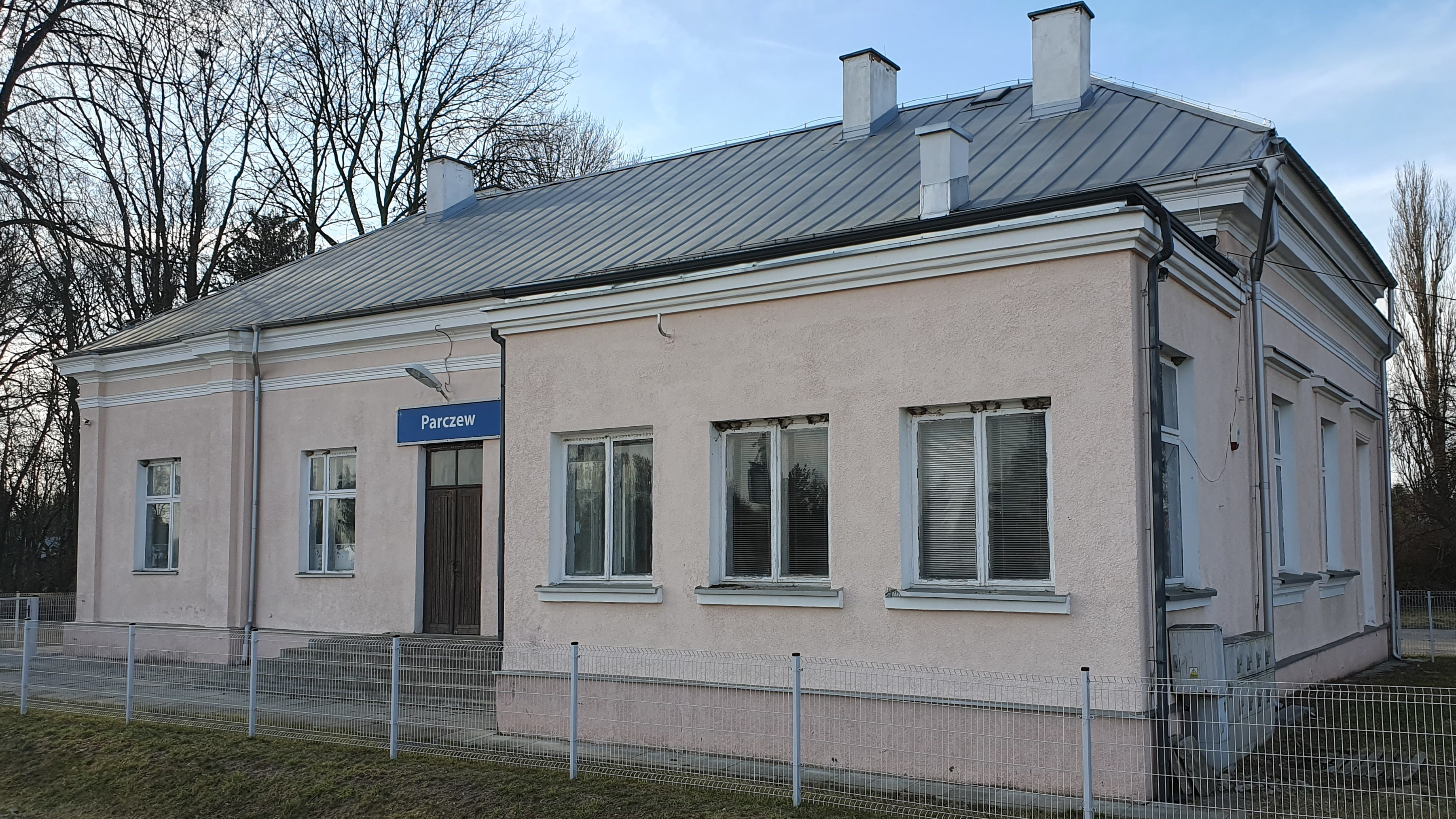
Dworzec od strony peronu, 2025

Budynek dworca dwukrotnie był odbudowywany ze zniszczeń I i II wojny światowej. 
Przybudówkę od strony peronu dostawiono w latach 50. dwudziestego wieku. Jej pomieszczenia zajmowane były przez dyżurnych ruchu pracujących na stacji. 
Dworzec pozostaje nieczynny dla ruchu pasażerskiego od 2000 roku, a zarządzająca nim spółka PKP poszukuje chętnych do wynajęcia budynku. 
Od listopada 2017 roku budynek ma założoną kartę w Wojewódzkiej Ewidencji Zabytków. W pobliżu dworca znajduje się nieczynna wieża ciśnień, którą władze miasta bezskutecznie próbowały zagospodarować.  

## Ruch pasażerski
Stacja znajduje się w odległości 3 km od centrum miasta. W bezpośrednim sąsiedztwie dworca zlokalizowano przystanek wykorzystywany w razie potrzeby przez Kolejową Komunikację Zastępczą. Komunikacja miejska nie jest dostępna, najbliższy przystanek autobusowy znajduje się w odległości 1,2 km przy hucie szkła.
Od grudnia 2024 roku codziennie zatrzymywały się tutaj 2 pary pociągów InterCity Warszawa – Lublin oraz 6 par pociągów regionalnych Polregio (5 w weekendy) zapewniających dojazd do Łukowa i Radzynia Podlaskiego oraz Lubartowa i Lublina.
Dobowa wymiana pasażerska oraz miejsce w rankingu ogólnopolskim:
| Rok  | Ilość pasażerów | Miejsce w Polsce |
| ---- | --------------- | ---------------- |
| 2017 | 100-149         | 968              |
| 2018 | 150-199         | 766              |
| 2019 | 200-299         | 734              |
| 2020 | 50-99           | 1027             |
| 2021 | 20-49           | 1418             |
| 2022 | 100-149         | 1100             |
| 2023 | 100-149         | 1112             |
| 2024 |                 |                  |

## Galeria

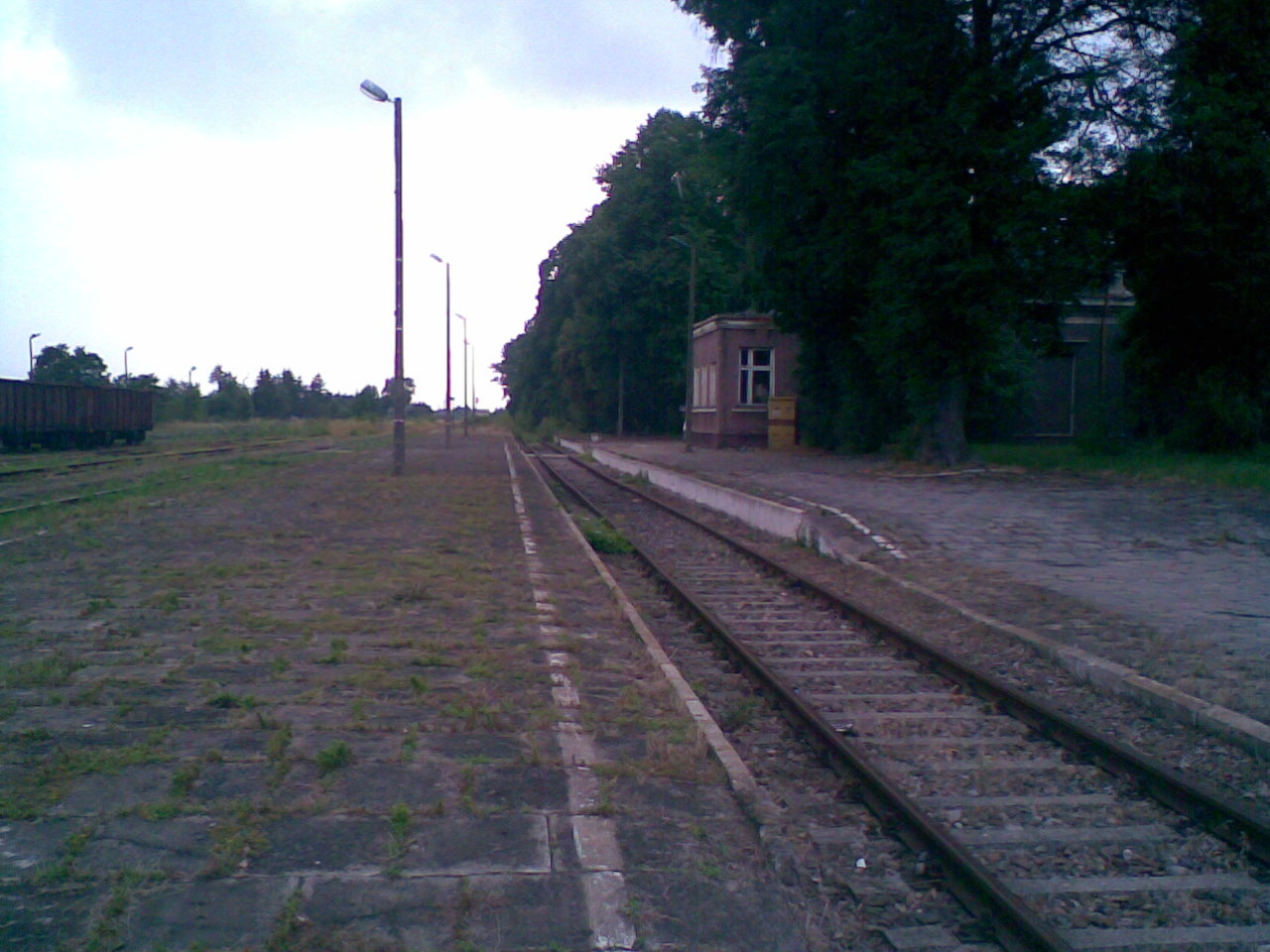
Stacja Parczew (2008, przed modernizacją)
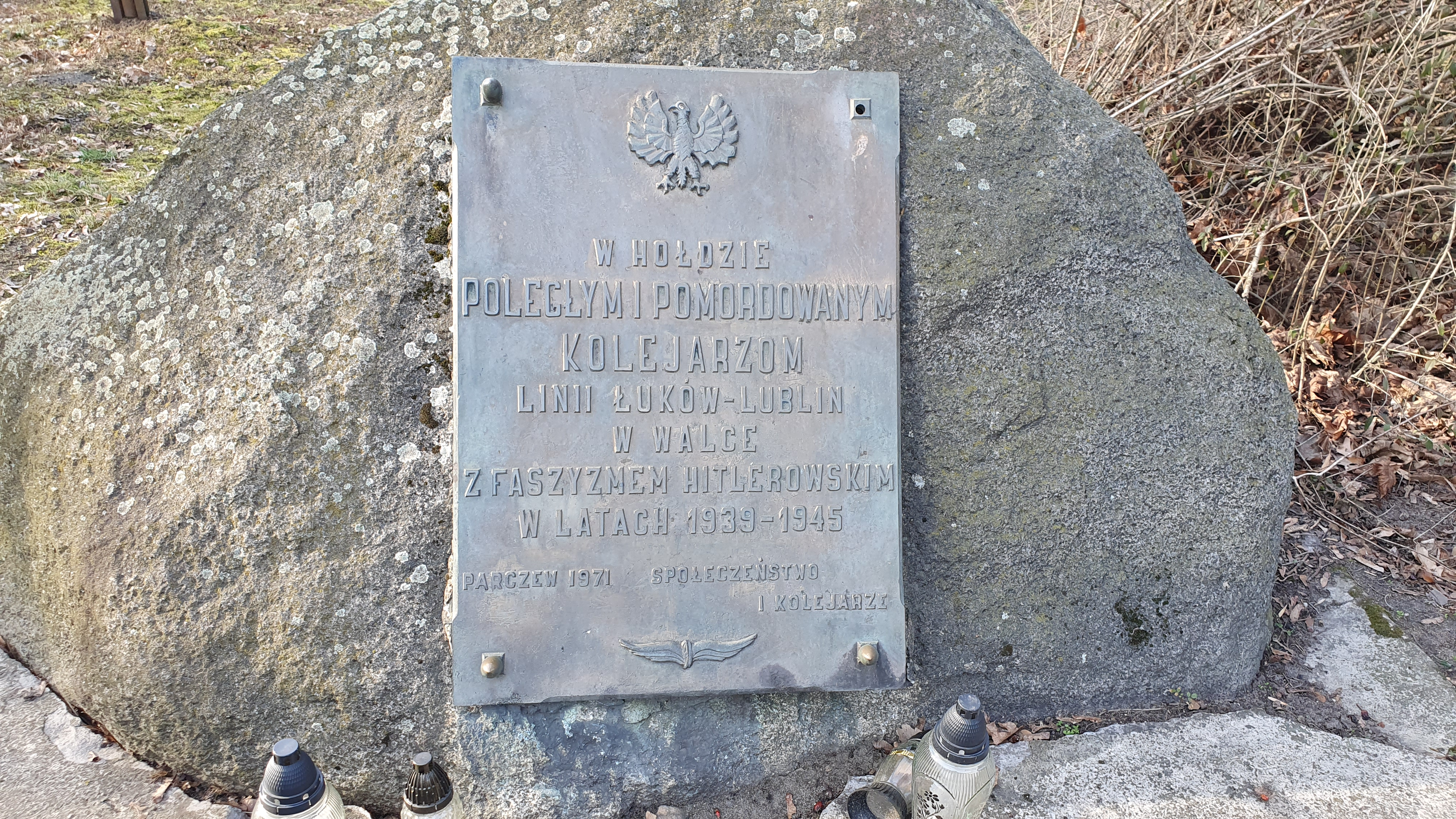
Pamiątkowa tablica na placu dworcowym z 1971